# 米兰迪巴
米兰迪巴是巴西伯南布哥州的一个市镇。总面积809平方公里，总人口13513人，人口密度16.7人/平方公里。